# Casiphioprionus limbatus
Casiphioprionus limbatus is een keversoort uit de familie boktorren (Cerambycidae). De wetenschappelijke naam van de soort is voor het eerst geldig gepubliceerd in 1916 door Pic.